# 市ヶ谷教会
市ヶ谷教会（いちがやきょうかい）は、1890年に創立され、1948年に合併して日本基督教団池袋西教会になった長老派の教会である。
1890年（明治23年）に日本基督教会の講義所として発足し、稲垣信、押川方義、植村正久の指導を受けて、1901年（明治34年）10日に教会に昇格する。1903年（明治36年）より、明治学院教授を辞任した植村が、市ヶ谷教会を会場に東京神学社を始める。東京神学社は1907年に、渡辺荘の寄付によりできた新校舎に移転する。
1910年（明治43年）より秋月致、1918年（大正7年）より金井為一郎が牧会をする。
戦後、金井が市ヶ谷、浅草、池袋西教会の牧師を兼務することになったので、1948年（昭和23年）教会を合併させて日本基督教団池袋西教会が設立された。